# Donald Maclean (politiker)
Donald Charles Hugh Maclean, född 9 januari 1864, död 15 juni 1932, var en brittisk politiker.
Maclean blev advokat 1887 var medlem av underhuset 1906-22 och 1929-32 samt vice talman 1911-18. Han var de oberoende liberalernas ledare i underhuset 1919-1922, undervisningsminister och medlem av kabinettet 1931-32 i Ramsay MacDonalds samlingsregering.